# Eustrotia bryophiloides
Eustrotia bryophiloides är en fjärilsart som beskrevs av Walker 1869. Eustrotia bryophiloides ingår i släktet Eustrotia och familjen nattflyn. Inga underarter finns listade i Catalogue of Life.